# Мости (Західнопоморське воєводство)
Мости (пол. Mosty, нім. Speck) — село в Польщі, у гміні Ґоленюв Голеньовського повіту Західнопоморського воєводства.
Населення — 1340 осіб (2011).
У 1975-1998 роках село належало до Щецинського воєводства.

## Демографія
Демографічна структура станом на 31 березня 2011 року:
|          | Загалом | Допрацездатний вік | Працездатний вік | Постпрацездатний вік |
| -------- | ------- | ------------------ | ---------------- | -------------------- |
| Чоловіки | 669     | 142                | 500              | 27                   |
| Жінки    | 671     | 130                | 444              | 97                   |
| Разом    | 1340    | 272                | 944              | 124                  |